# Arae
En la mitología griega, las «Maldiciones» o Arae (griego antiguo: Ἀραί, Araí) eran una suerte de personificaciones o epítetos divinos, particularmente referidas a las maldiciones impuestas por los fallecidos sobre los culpables del crimen. Son figuras alegóricas especialmente utilizadas en la tragedia y como tal están asociadas con las erinias. Tienen su hogar en el inframundo como ocurre con otros seres de naturaleza similar.
Marpesa las invoca en contra de su padre Eveno por no permitirle casarse con Idas:
«Y [Marpesa] desmesuradamente se irrita con su padre y suplica, la desgraciada, a las Maldiciones subterráneas, que él cumpla una maldita vejez más larga. Él, que impedía sus bodas manteniéndola sola dentro de casa, y así se le volverán los cabellos blancos en la cabeza».
Son especialmente descritas en manos de Esquilo:
«Nosotras [las euménides] somos las tristes hijas de Noche. En nuestra morada, bajo la tierra, somos llamadas «Maldiciones». [Clitemestra le reprocha a Orestes]: «¡Ay de mí! ¡Cómo me siento destruida absolutamente de arriba abajo! ¡Oh insuperable Maldición (Ἀρά) de este palacio! ¡Cuán lejos alcanza tu vista! [Eteocles lamenta del destino aciago Tebas]: «¡Oh Zeus, Tierra, dioses protectores de nuestra ciudad, y Maldición, Erinis muy poderosa por ser de mi padre, no arranquéis de raíz, destruida por el enemigo, a una ciudad griega».